# Fernando Ferretti (treinador de futsal)
Fernando Ferretti (Rio de Janeiro, 26 de junho de 1954 - Joinville, 12 de julho de 2023) foi um treinador de futsal brasileiro.
Entre suas conquistas como técnico, foi hexacampeão da Taça Brasil de Futsal, tricampeão da Liga Futsal do Brasil e pentacampeão da Taça Libertadores da América de Futsal.

## Carreira

### Clubes
Sua carreira começou em 1976, no Rio de Janeiro, sua terra natal.
Ferretti comandou o Jaraguá de 2001 a 2010, e de 2018 a 2019, e se tornou ídolo ao levar o clube aos principais títulos de sua história. Pelo clube, conquistou quatro Ligas Nacionais, seis Libertadores da América, seis Taças Brasil, quatro Superligas, sete Campeonatos Catarinenses, além de outros troféus a nível nacional e estadual.
Em 2011, comandou o Santos, onde conquistou da Liga Futsal 2011.
De 2012 a 2014, comandou o JEC Futsal, período em que conquistou a Superliga e 3 campeonatos estaduais.
Ferretti foi treinador do Corinthians nas temporadas de 2015 e início da de 2016, conquistando o título da Liga Paulista de Futsal no período.
Em 2016, atuou na conquista do Mundial de Clubes pelo Magnus.
No futsal cearense, Ferreti comandou a equipe do Banfort e a Seleção Cearense de Futsal.

### Seleção Brasileira
Pela Seleção Brasileira de Futsal, em 2001, conquistou o Mundialito de Futsal, realizado em Joinville, e com vitória na final sobre a Argentina.
Comandou a Seleção Brasileira na Copa do Mundo da modalidade em 2004, quando caiu nas semifinais contra a Espanha, então campeã do mundo.
Em 2007, Ferretti foi o técnico da Seleção Brasileira no Pan-Americano de 2007, quando o Brasil conquistou a medalha de ouro.

## Títulos
Jaraguá
- Liga Futsal: 2005, 2007, 2008, 2010
- Copa Libertadores de Futsal: 2004, 2005, 2006, 2007, 2008 e 2009
- Taça Brasil de Futsal: 2003, 2004, 2005, 2006, 2007, 2008
- Superliga de Futsal: 2005, 2006, 2009 e 2010
- Campeonato Catarinense de Futsal: 2002, 2003, 2004, 2005, 2006, 2008

Santos FC
- Liga Futsal: 2011

JEC Futsal
- Superliga de Futsal: 2012
- Campeonato Catarinense de Futsal: 2012, 2013, 2014

Corinthians
- Liga Paulista de Futsal: 2015

Magnus
- Copa Intercontinental de Futsal: 2016

Seleção Brasileira de Futsal
- Mundialito de Futsal: 2001

- Jogos Pan-Americanos: 2007

### Total
- 1 Intercontinetal
- 11 Taças Brasil
- 4 Ligas Futsal
- 5 Sul-Americanos
- 5 Copas Libertadores
- 3 Superligas Nacionais
- 8 Campeonatos Catarinenses
- 1 Campeonato Carioca
- 1 Campeonato Pernambucano
- 1 Copa Gramado

## Morte
O técnico contraiu covid-19 no final de 2022 e, desde então, tratava problemas renais.
Morreu na manhã do dia 12 de julho de 2023 em um hospital de Joinville aonde estava internado, a causa da morte não foi revelada.